# Hamburger Sportverein Barmbek-Uhlenhorst von 1923 1974-1975
Questa voce raccoglie le informazioni riguardanti il Hamburger Sportverein Barmbek-Uhlenhorst von 1923 nelle competizioni ufficiali della stagione 1974-1975.

## Stagione
Nella stagione 1974-1975 il Barmbek-Uhlenhorst, allenato da Reinhold Ertel e Bernd Brehme, concluse il campionato di 2. Bundesliga al 20º posto. In Coppa di Germania il Barmbek-Uhlenhorst fu eliminato al primo turno dal Siegen.

## Rosa
| N. |                     | Ruolo | Calciatore           |
| -- | ------------------- | ----- | -------------------- |
|    | Germania (bandiera) | P     | Peter Kilian         |
|    | Germania (bandiera) | P     | Karl-Heinz Martini   |
|    | Germania (bandiera) | P     | Klaus-Hinrich Müller |
|    | Germania (bandiera) | D     | Karl-Heinz Baumann   |
|    | Germania (bandiera) | D     | Paul Biege           |
|    | Germania (bandiera) | D     | Wolfgang Hagemann    |
|    | Germania (bandiera) | D     | Helmut Sandmann      |
|    | Germania (bandiera) | D     | Dietrich Siemering   |
|    | Germania (bandiera) | C     | Viktor Eglitis       |
|    | Germania (bandiera) | C     | Florian Esch         |
|    | Germania (bandiera) | C     | Uwe Genat            |

| N. |                     | Ruolo | Calciatore      |
| -- | ------------------- | ----- | --------------- |
|    | Germania (bandiera) | C     | Lothar Hinrichs |
|    | Germania (bandiera) | C     | Ralf Kelm       |
|    | Germania (bandiera) | C     | Jörg Martin     |
|    | Germania (bandiera) | C     | Peter Metz      |
|    | Germania (bandiera) | C     | Dietmar Reinke  |
|    | Germania (bandiera) | C     | Michael Schenk  |
|    | Germania (bandiera) | A     | Uwe Dreyer      |
|    | Germania (bandiera) | A     | Klaus Fock      |
|    | Germania (bandiera) | A     | Wolfgang Krause |
|    | Germania (bandiera) | A     | Thomas Quoos    |
|    | Germania (bandiera) | A     | Ulrich Schulz   |

## Organigramma societario
Area tecnica
- Allenatore: Bernd Brehme
- Allenatore in seconda:
- Preparatore dei portieri:
- Preparatori atletici:

## Calciomercato

### Sessione estiva
| Acquisti | Acquisti      | Acquisti     | Acquisti |
| R.       | Nome          | da           | Modalità |
| -------- | ------------- | ------------ | -------- |
| A        | Klaus Fock    | Osnabrück    |          |
| A        | Ulrich Schulz | St. Pauli    |          |
| A        | Uwe Dreyer    | Werder Brema |          |
| C        | Jörg Martin   | Amburgo      |          |

| Cessioni | Cessioni           | Cessioni          | Cessioni |
| R.       | Nome               | a                 | Modalità |
| -------- | ------------------ | ----------------- | -------- |
| D        | Werner Baumann     | St. Pauli         |          |
| A        | Charly Dörfel      | Highlands Park    |          |
| C        | Ulrich Fastert     | Harburger TB      |          |
| C        | Dieter Goldbach    | Borussia Dortmund |          |
| A        | Heinz-Dieter Greif | Borussia Dortmund |          |

### Sessione invernale
| Acquisti | Acquisti | Acquisti | Acquisti |
| R.       | Nome     | da       | Modalità |
| -------- | -------- | -------- | -------- |

| Cessioni | Cessioni | Cessioni | Cessioni |
| R.       | Nome     | a        | Modalità |
| -------- | -------- | -------- | -------- |

## Risultati

### 2. Bundesliga

#### Girone di andata
| Arbitro: | Burgers |

|                                               |           |  |
| Bergfelder 2’ Linßen 12’ Struth 53’ Thier 78’ | Marcatori |  |

| Arbitro: | Halfter |

|                       |           |              |
| Kelm 26’ Hagemann 79’ | Marcatori | 85’ Schonert |

| Arbitro: | Halfter |

|                        |           |            |
| Hagemann 6’ Dreyer 24’ | Marcatori | 19’ Walter |

| Arbitro: | König |

|                         |           |          |
| Segler 32’ Goldbach 75’ | Marcatori | 89’ Kelm |

| Arbitro: | Hoppe |

|  |           |            |
|  | Marcatori | 15’ Krause |

| Arbitro: | Neufeld |

|               |           |             |
| Deterding 36’ | Marcatori | 4’ Hagemann |

| Arbitro: | Jensen |

|          |           |                                    |
| Kelm 68’ | Marcatori | 26’, 49’ Mühlenberg 82’ Hegekötter |

| Arbitro: | Halfter |

|                   |           |  |
| Dudda 2’ Otte 67’ | Marcatori |  |

| Arbitro: | Schön |

|                                   |           |                            |
| Eglitis 18’ Hagemann 66’ Kelm 90’ | Marcatori | 20’ Anders 82’ Koschmieder |

| Arbitro: | Wuttke |

|                               |           |  |
| Jendrossek 38’, 55’, 70’, 85’ | Marcatori |  |

| Amburgo 12 ottobre 1974, ore 15:00 CET 11ª giornata | Barmbek-Uhlenhorst | 0 – 0 referto | DJK Gütersloh | Sportplatz am Rothenbaum (950 spett.)\| Arbitro: \| Roth \| |
| Arbitro:                                            | Roth               |               |               |                                                             |

| Arbitro: | Basedow |

|                                  |           |              |
| Wenzel 3’, 18’ Höfert 56’ (rig.) | Marcatori | 66’ Hagemann |

| Amburgo 2 novembre 1974, ore 15:00 CET 13ª giornata | Barmbek-Uhlenhorst | 0 – 0 referto | Olympia Wilhelmshaven | Sportplatz am Rothenbaum (1 000 spett.)\| Arbitro: \| Jensen \| |
| Arbitro:                                            | Jensen             |               |                       |                                                                 |

| Arbitro: | Teichert |

|                                                  |           |  |
| Fuchs 2’ Fritsche 21’, 43’ Bals 23’ Trimhold 57’ | Marcatori |  |

| Arbitro: | König |

|  |           |            |
|  | Marcatori | 26’ Sikora |

| Arbitro: | Lutz |

|          |           |             |
| Fock 16’ | Marcatori | 66’ Mostert |

| Arbitro: | Boe |

|                       |           |                           |
| Dreyer 7’ Eglitis 60’ | Marcatori | 37’ Liedtke 67’ Lunenburg |

| Arbitro: | Rieb |

|                                                                 |           |              |
| Wolf 10’ Srowig 24’ Graul 50’, 63’ (rig.), 71’, 79’ (rig.), 89’ | Marcatori | 46’ Hagemann |

| Arbitro: | Bartnick |

|          |           |                          |
| Fock 59’ | Marcatori | 65’ Anders 73’ Damjanoff |

#### Girone di ritorno
| Arbitro: | Heitmann |

|  |           |                       |
|  | Marcatori | 21’, 38’, 63’ Mödrath |

| Arbitro: | Hoppe |

|                             |           |          |
| Hochheimer 42’ Schonert 71’ | Marcatori | 90’ Kelm |

| Arbitro: | Lüling |

|                                 |           |          |
| Kucharski 83’ (rig.) Schütt 86’ | Marcatori | 54’ Kelm |

| Arbitro: | Glasneck |

|               |           |  |
| Siemering 13’ | Marcatori |  |

| Arbitro: | Risse |

|                     |           |          |
| Wilbertz 57’ (rig.) | Marcatori | 50’ Fock |

| Arbitro: | Brückner |

|          |           |  |
| Kelm 87’ | Marcatori |  |

| Arbitro: | Jensen |

|                                                         |           |                       |
| Schock 14’, 27’ Baumanns 35’ Andexer 40’ Mühlenberg 89’ | Marcatori | 12’ Schulz 75’ Dreyer |

| Arbitro: | Lutz |

|                                |           |           |
| Schulz 5’ Fock 55’ Eglitis 66’ | Marcatori | 6’ Krause |

| Arbitro: | Hillebrand |

|               |           |          |
| Friedrich 90’ | Marcatori | 49’ Fock |

| Arbitro: | Barnick |

|  |           |                       |
|  | Marcatori | 69’ Horsch 89’ Hammes |

| Arbitro: | Wippker |

|                          |           |  |
| Füllbier 60’ Rudloff 85’ | Marcatori |  |

| Arbitro: | Niemann |

|  |           |                                                                      |
|  | Marcatori | 55’, 56’ Wenzel 61’ Kulka 64’ (aut.) Schenk 69’ Neumann 80’ Schiller |

| Arbitro: | Glasneck |

|              |           |            |
| Götz 4’, 16’ | Marcatori | 37’ Schulz |

| Arbitro: | Schön |

|            |           |                   |
| Schulz 29’ | Marcatori | 45’ (rig.) Albert |

| Arbitro: | Kindervater |

|                                  |           |          |
| Luttrop 40’ Jonas 41’ Sikora 89’ | Marcatori | 87’ Fock |

| Arbitro: | Schütte |

|                                |           |             |
| Falter 2’ Riege 26’ Franke 32’ | Marcatori | 85’ Eglitis |

| Arbitro: | Zittrich |

|                           |           |             |
| Fischer 28’ John 32’, 75’ | Marcatori | 73’ Eglitis |

| Arbitro: | Heitmann |

|  |           |                |
|  | Marcatori | 54’, 85’ Graul |

| Arbitro: | Kaiser |

|                                                       |           |                     |
| Siemering 17’ (aut.) Dahl 22’, 37’, 75’ Kasperski 63’ | Marcatori | 54’ Kelm 57’ Schulz |

### Coppa di Germania
| Arbitro: | Kohnen |

|              |           |                          |
| Hinrichs 33’ | Marcatori | 82’ Scholtyschik 89’ Kiš |

## Statistiche

### Statistiche di squadra
| Competizione      | Punti | In casa | In casa | In casa | In casa | In casa | In casa | In trasferta | In trasferta | In trasferta | In trasferta | In trasferta | In trasferta | Totale | Totale | Totale | Totale | Totale | Totale | DR  |
| Competizione      | Punti | G       | V       | N       | P       | Gf      | Gs      | G            | V            | N            | P            | Gf           | Gs           | G      | V      | N      | P      | Gf     | Gs     | DR  |
| ----------------- | ----- | ------- | ------- | ------- | ------- | ------- | ------- | ------------ | ------------ | ------------ | ------------ | ------------ | ------------ | ------ | ------ | ------ | ------ | ------ | ------ | --- |
| 2. Bundesliga     | 20    | 19      | 6       | 5       | 8       | 18      | 29      | 19           | 0            | 3            | 16           | 16           | 57           | 38     | 6      | 8      | 24     | 34     | 86     | -52 |
| Coppa di Germania | -     | 1       | 0       | 0       | 1       | 1       | 2       | 0            | 0            | 0            | 0            | 0            | 0            | 1      | 0      | 0      | 1      | 1      | 2      | -1  |
| Totale            | 20    | 20      | 6       | 5       | 9       | 19      | 31      | 19           | 0            | 3            | 16           | 16           | 57           | 39     | 6      | 8      | 25     | 35     | 88     | -53 |

### Andamento in campionato
| Giornata  | 1  | 2  | 3 | 4  | 5  | 6  | 7  | 8  | 9  | 10 | 11 | 12 | 13 | 14 | 15 | 16 | 17 | 18 | 19 | 20 | 21 | 22 | 23 | 24 | 25 | 26 | 27 | 28 | 29 | 30 | 31 | 32 | 33 | 34 | 35 | 36 | 37 | 38 |
| --------- | -- | -- | - | -- | -- | -- | -- | -- | -- | -- | -- | -- | -- | -- | -- | -- | -- | -- | -- | -- | -- | -- | -- | -- | -- | -- | -- | -- | -- | -- | -- | -- | -- | -- | -- | -- | -- | -- |
| Luogo     | T  | C  | C | T  | C  | T  | C  | T  | C  | T  | C  | T  | C  | T  | C  | C  | C  | T  | C  | C  | T  | T  | C  | T  | C  | T  | C  | T  | C  | T  | C  | T  | C  | T  | T  | T  | C  | T  |
| Risultato | P  | V  | V | P  | P  | N  | P  | P  | V  | P  | N  | P  | N  | P  | P  | N  | N  | P  | P  | P  | P  | P  | V  | N  | V  | P  | V  | N  | P  | P  | P  | P  | N  | P  | P  | P  | P  | P  |
| Posizione | 20 | 14 | 9 | 12 | 14 | 14 | 17 | 18 | 16 | 17 | 17 | 18 | 18 | 18 | 19 | 20 | 19 | 20 | 20 | 20 | 20 | 20 | 19 | 19 | 19 | 19 | 18 | 18 | 18 | 20 | 20 | 20 | 20 | 20 | 20 | 20 | 20 | 20 |

Legenda:

Luogo: C = Casa; T = Trasferta. Risultato: V = Vittoria; N = Pareggio; P = Sconfitta.

### Statistiche dei giocatori
| Giocatore    | 2. Bundesliga | 2. Bundesliga | 2. Bundesliga | 2. Bundesliga | Coppa di Germania | Coppa di Germania | Coppa di Germania | Coppa di Germania | Totale   | Totale | Totale      | Totale     |
| Giocatore    | Presenze      | Reti          | Ammonizioni   | Espulsioni    | Presenze          | Reti              | Ammonizioni       | Espulsioni        | Presenze | Reti   | Ammonizioni | Espulsioni |
| ------------ | ------------- | ------------- | ------------- | ------------- | ----------------- | ----------------- | ----------------- | ----------------- | -------- | ------ | ----------- | ---------- |
| K. Baumann   | 34            | 0             | 1             | 0             | 1                 | 0                 | 0                 | 0                 | 35       | 0      | 1           | 0          |
| P. Biege     | 24            | 0             | 1             | 0             | 0                 | 0                 | 0                 | 0                 | 24       | 0      | 1           | 0          |
| U. Dreyer    | 36            | 3             | 4             | 0             | 1                 | 0                 | 0                 | 0                 | 37       | 3      | 4           | 0          |
| V. Eglitis   | 35            | 5             | 1             | 0             | 0                 | 0                 | 0                 | 0                 | 35       | 5      | 1           | 0          |
| F. Esch      | 1             | 0             | 0             | 0             | 0                 | 0                 | 0                 | 0                 | 1        | 0      | 0           | 0          |
| K. Fock      | 24            | 6             | 3             | 0             | 0                 | 0                 | 0                 | 0                 | 24       | 6      | 3           | 0          |
| U. Genat     | 15            | 0             | 0             | 0             | 1                 | 0                 | 0                 | 0                 | 16       | 0      | 0           | 0          |
| W. Hagemann  | 27            | 6             | 1             | 0             | 1                 | 0                 | 0                 | 0                 | 28       | 6      | 1           | 0          |
| L. Hinrichs  | 34            | 0             | 7             | 0             | 1                 | 1                 | 0                 | 0                 | 35       | 1      | 7           | 0          |
| R. Kelm      | 34            | 8             | 7             | 0             | 1                 | 0                 | 0                 | 0                 | 35       | 8      | 7           | 0          |
| P. Kilian    | 9             | 0             | 0             | 0             | 0                 | 0                 | 0                 | 0                 | 9        | 0      | 0           | 0          |
| W. Krause    | 4             | 0             | 1             | 0             | 0                 | 0                 | 0                 | 0                 | 4        | 0      | 1           | 0          |
| J. Martin    | 5             | 0             | 0             | 0             | 1                 | 0                 | 0                 | 0                 | 6        | 0      | 0           | 0          |
| K. Martini   | 1             | 0             | 0             | 0             | 0                 | 0                 | 0                 | 0                 | 1        | 0      | 0           | 0          |
| P. Metz      | 12            | 0             | 2             | 0             | 1                 | 0                 | 0                 | 0                 | 13       | 0      | 2           | 0          |
| K. Müller    | 30            | 0             | 0             | 0             | 1                 | 0                 | 0                 | 0                 | 31       | 0      | 0           | 0          |
| T. Quoos     | 1             | 0             | 0             | 0             | 0                 | 0                 | 0                 | 0                 | 1        | 0      | 0           | 0          |
| D. Reinke    | 3             | 0             | 0             | 0             | 0                 | 0                 | 0                 | 0                 | 3        | 0      | 0           | 0          |
| H. Sandmann  | 36            | 0             | 4             | 0             | 1                 | 0                 | 0                 | 0                 | 37       | 0      | 4           | 0          |
| M. Schenk    | 34            | 0             | 7             | 0             | 1                 | 0                 | 0                 | 0                 | 35       | 0      | 7           | 0          |
| U. Schulz    | 25            | 5             | 3             | 0             | 0                 | 0                 | 0                 | 0                 | 25       | 5      | 3           | 0          |
| D. Siemering | 38            | 1             | 0             | 0             | 1                 | 0                 | 0                 | 0                 | 39       | 1      | 0           | 0          |